# Cechetra
Cechetra is een geslacht van vlinders uit de onderfamilie Macroglossinae van de familie pijlstaarten (Sphingidae).

## Soorten
- Cechetra bryki Ivshin & Krutov, 2018[2]
- Cechetra inconspicua Ivshin & Krutov, 2018[2]
- Cechetra lineosa (Walker, 1856)
  - = Chaerocampa lineosa Walker, 1856
- Cechetra minor (Butler, 1875)
  - = Chaerocampa minor Butler, 1875
- Cechetra pollux (Boisduval, [1875])
  - = Choerocampa pollux Boisduval, [1875]
- Cechetra scotti (Rothschild, 1920)
  - = Cechenena scotti Rothschild, 1920
- Cechetra subangustata (Rothschild, 1920)
  - = Cechenena lineosa subangustata Rothschild, 1920